# Ломаная пирамида
«Ломаная» пирамида — египетская пирамида в Дахшуре, возведение которой приписывается фараону Снофру (XXVI в. до н. э.)
Южная пирамида в Дахшуре носит название «ломаной», «срезанной» или «ромбовидной» за свою неправильную форму. Она отличается от других пирамид Древнего царства тем, что имеет вход не только на северной стороне, что было нормой, но также и второй вход, который открыт выше, на западной стороне. Северный вход расположен на высоте примерно 12 м над уровнем земли, ведёт в наклонный коридор, который опускается под землю в две комнаты с выступами. Из этих двух комнат, через шахту ведёт проход в другую маленькую камеру, которая тоже имеет выступ в виде крыши. Входы на северной стороне пирамиды делали во время Древнего царства. Это было связано с религиозными верованиями древних египтян. Почему здесь появилась потребность во втором, западном, входе — это остаётся загадкой. В этой пирамиде не обнаружено и следа присутствия саркофага, который был бы расположен в этих комнатах. Имя Снофру было написано красной краской в двух местах в «ломаной» пирамиде. Его же имя найдено на стеле, которая стояла внутри ограды малой пирамиды.
Для объяснения нестандартной формы пирамиды немецкий египтолог Людвиг Борхардт (1863—1938) предложил свою «теорию приращивания». Согласно ей, царь умер неожиданно и угол наклона граней пирамиды был резко изменен с 54 градусов 31 минуты до 43 градусов 21 минуты, чтобы быстро закончить работу. Курт Мендельсон предложил альтернативу: пирамида в Медуме и южная пирамида в Дахшуре были построены одновременно, но случилась авария в Медуме — возможно, после дождей обшивка обрушилась — и этот инцидент заставил спешно изменить угол наклона сторон пирамиды в Дахшуре, когда она была построена уже наполовину.

## Погребальный комплекс
Погребальный комплекс состоит из большой пирамиды фараона и пирамиды-спутника. Обе они окружены каменной стеной в 2 метра толщиной. Каменная ограда соединяется с погребальным храмом длинной насыпной дорогой. Храм расположен в 704 метрах от пирамид, поэтому его называют Встречающим храмом (или Храмом долины). Более того, обнаружены остатки ещё одной дороги, уходящей от этого храма вглубь долины к другому храму. Такое расположение объектов погребального комплекса уникально и нигде в Египте больше не встречается.
| Реконструкция погребального комплекса в Дахшуре | Реконструкция погребального комплекса в Дахшуре                                   |
| ----------------------------------------------- | --------------------------------------------------------------------------------- |
|                                                 | 1. Пирамида 2. Пирамида-спутник 3. Верхний храм 4. Насыпная дорога 5. Храм долины |

## Пирамида

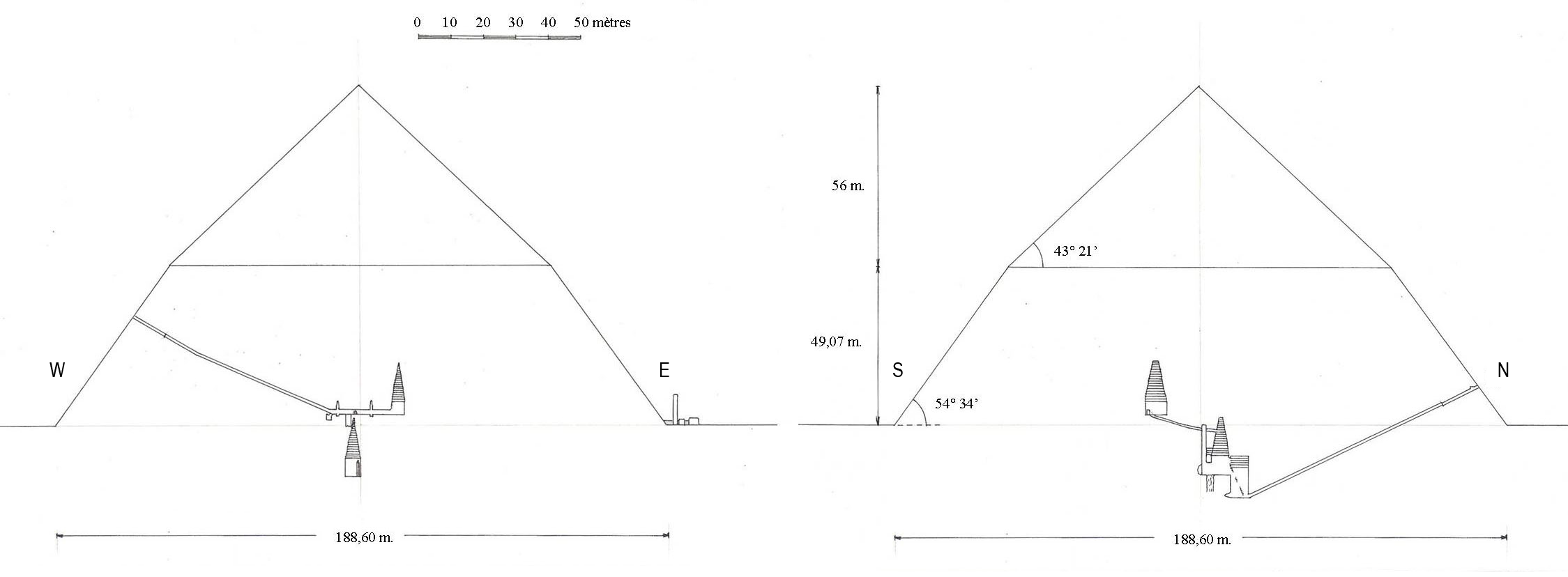
Схематичный вид Ломаной пирамиды

- Высота: 104,07 м (~ 200 королевских локтей)
- Длина стороны основания: 188,60 м (~ 360 королевских локтей)
- Периметр: 754,4 м;
- Площадь: 35 570 м2
- Объем: 1 237 040 м3
- Угол наклона: 54°34' и 43°21'
- Угловой коэффициент: нижней части — 7/5; верхней — 17/18
- Ориентация сторон пирамиды на четыре стороны света (ошибка): ~ 9'12"
- Есть 2 входа: с северной стороны на высоте 11 м и с западной на высоте 33 м.

Название пирамиды: 
| N28 | O24 | M24 |

Произношение: cha (ḫˁ)

### 1 этап строительства

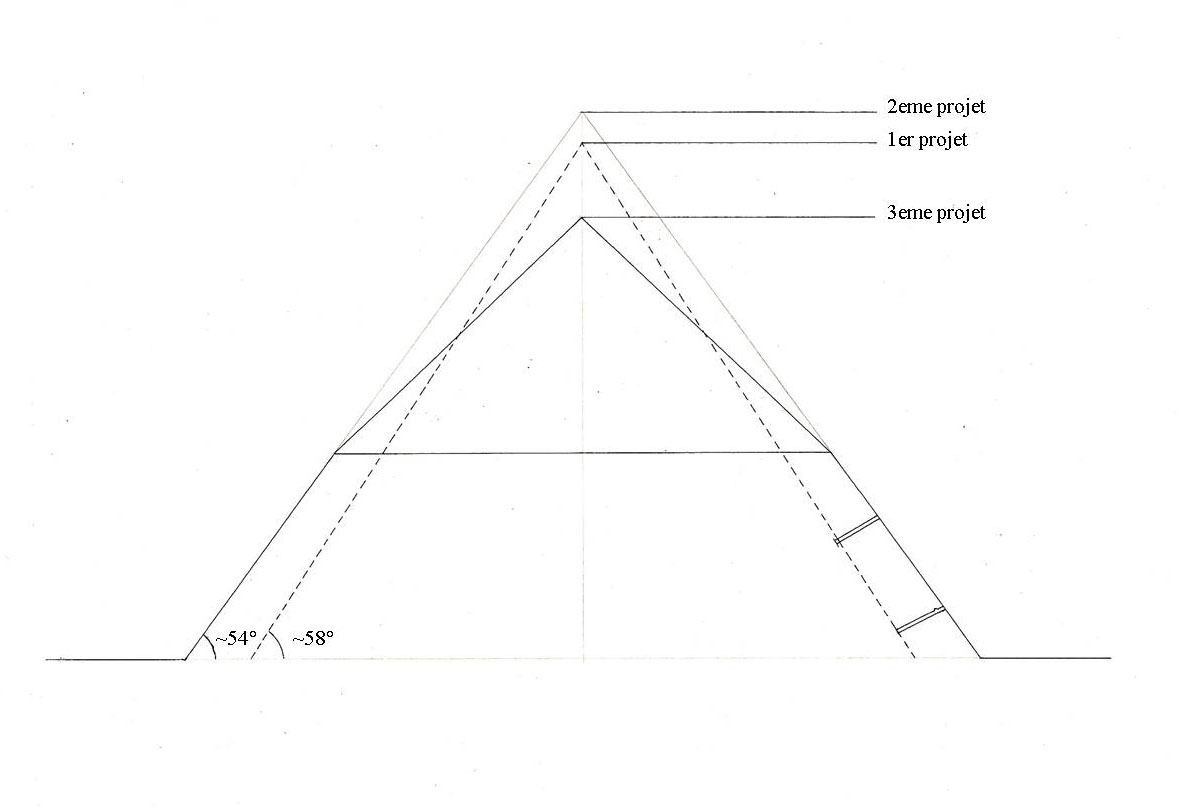
Этапы строительства пирамиды

Археологи выяснили, что пирамида перестраивалась три раза. Это подтверждается расположением каменных блоков. Пирамида перестраивалась с целью придания ей более устойчивой конструкции, однако перестройки привели к возрастанию давления блоков на внутренние камеры, что вызвало появление трещин и даже реальную угрозу обрушения.
На первом этапе сторона основания имела длину 157 м, а угол наклона около 58° (или 60°). При таких значениях основания и угла высота пирамиды получилась бы около 125 м.
Когда половина пирамиды была уже собрана, были обнаружены проблемы с прочностью всей конструкции, и строителям пришлось корректировать первоначальный план. 
На первом этапе уже были сделаны около 12,70 м туннелей входа (нисходящий коридор) и примерно 11,60 м восходящего коридора.

### 2 этап строительства
Для повышения надежности конструкции строителям пришлось уменьшить угол наклона до 54°. Вместо песка с щебнем в каркасные пустоты стали заливать только песчано-водную смесь. Соответственно пришлось увеличить и длину стороны основания пирамиды на 15,70 м: теперь общая длина основания стала равна 188 м. Расчеты показывают, что такой длине основания и при угле в 54° высота пирамиды составила бы 129,4 м, а объём — 1 592 718 м3. Однако на высоте 49 м строительство снова прекращается.

### 3 этап строительства
Очевидно, с целью снижения нагрузки на внутренние камеры пирамиды, на третьем этапе строительства был изменён наклон верхней части пирамиды — он был уменьшен до 43°. Из-за уменьшения угла наклона снизилась и общая высота пирамиды — до 105 м.

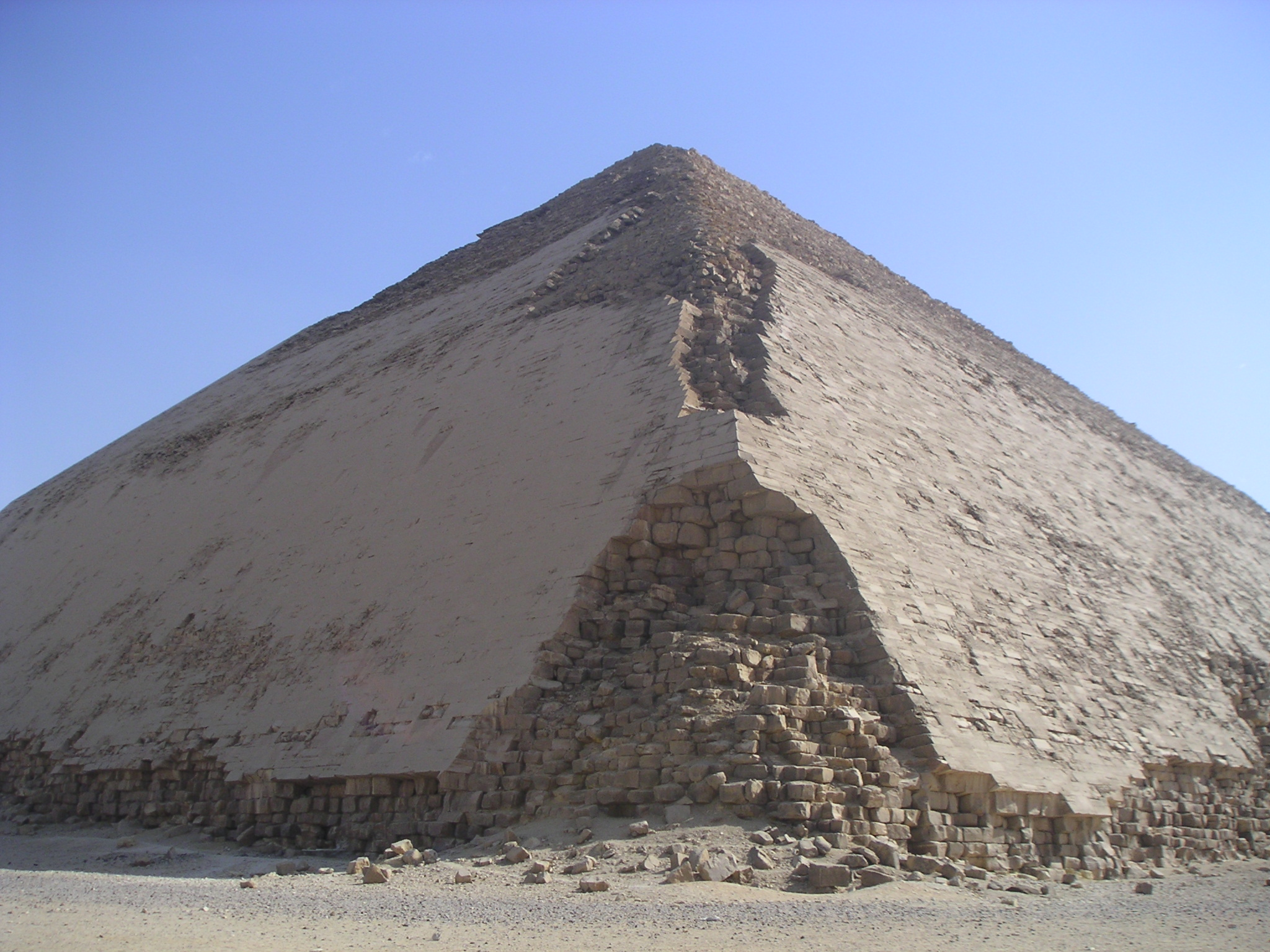
Вид Ломаной пирамиды с северо-западного угла
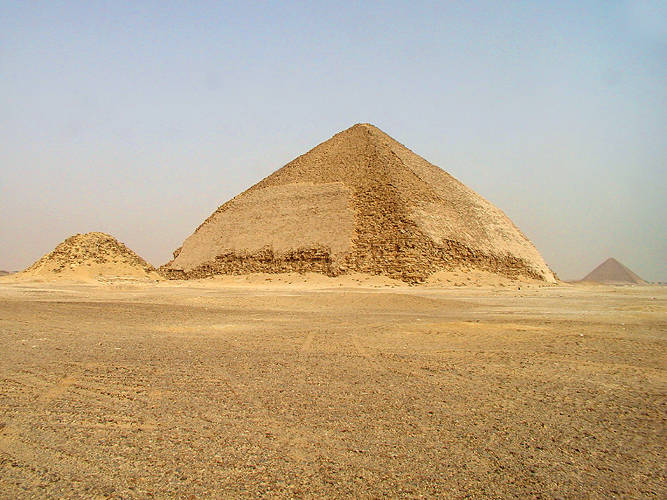
Ломаная пирамида и её пирамида-спутник
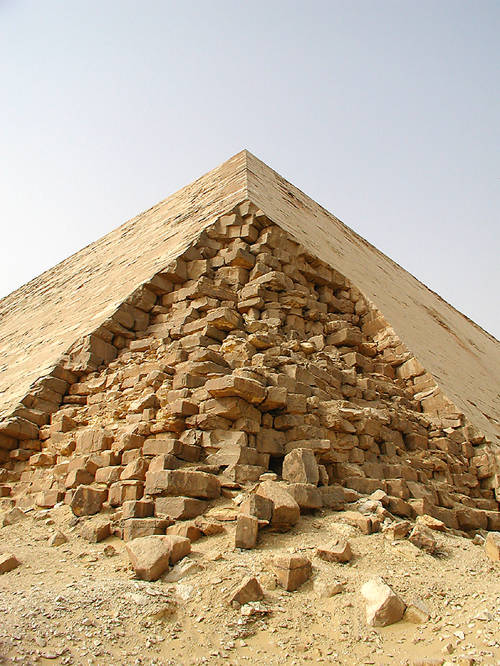
Северо-восточный угол пирамиды
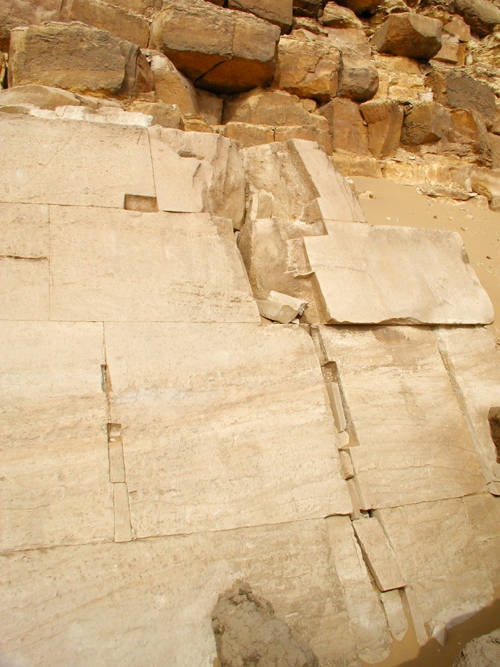
Блоки облицовки пирамиды (восточная сторона)
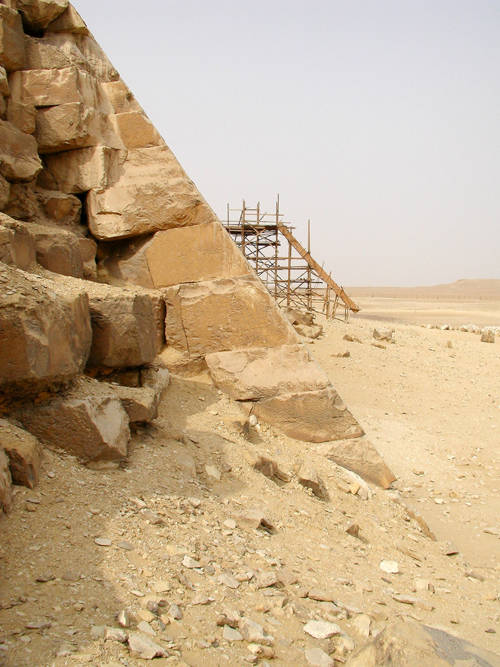
Блоки облицовки пирамиды (северная сторона)
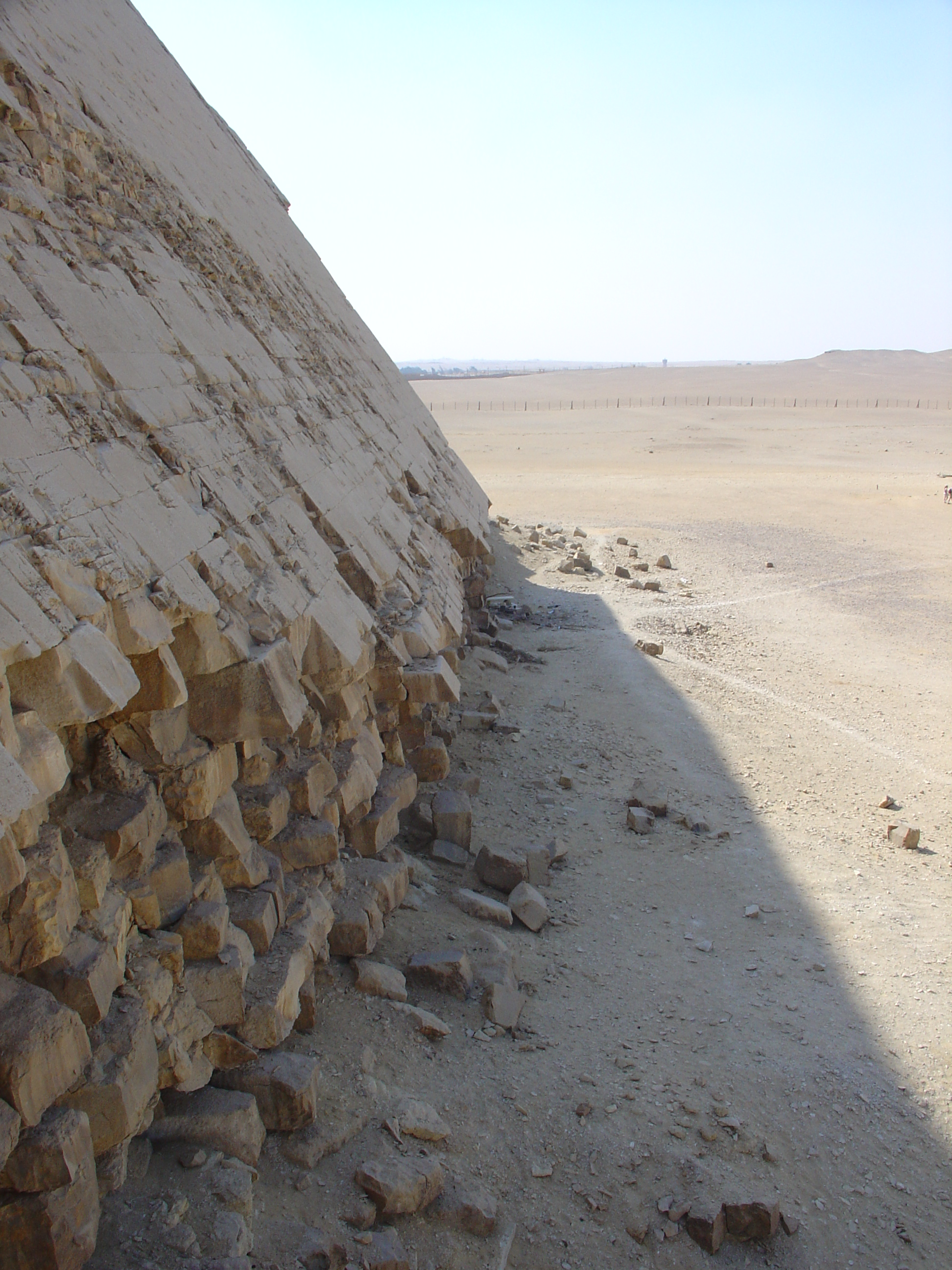
Сохранившаяся облицовка пирамиды
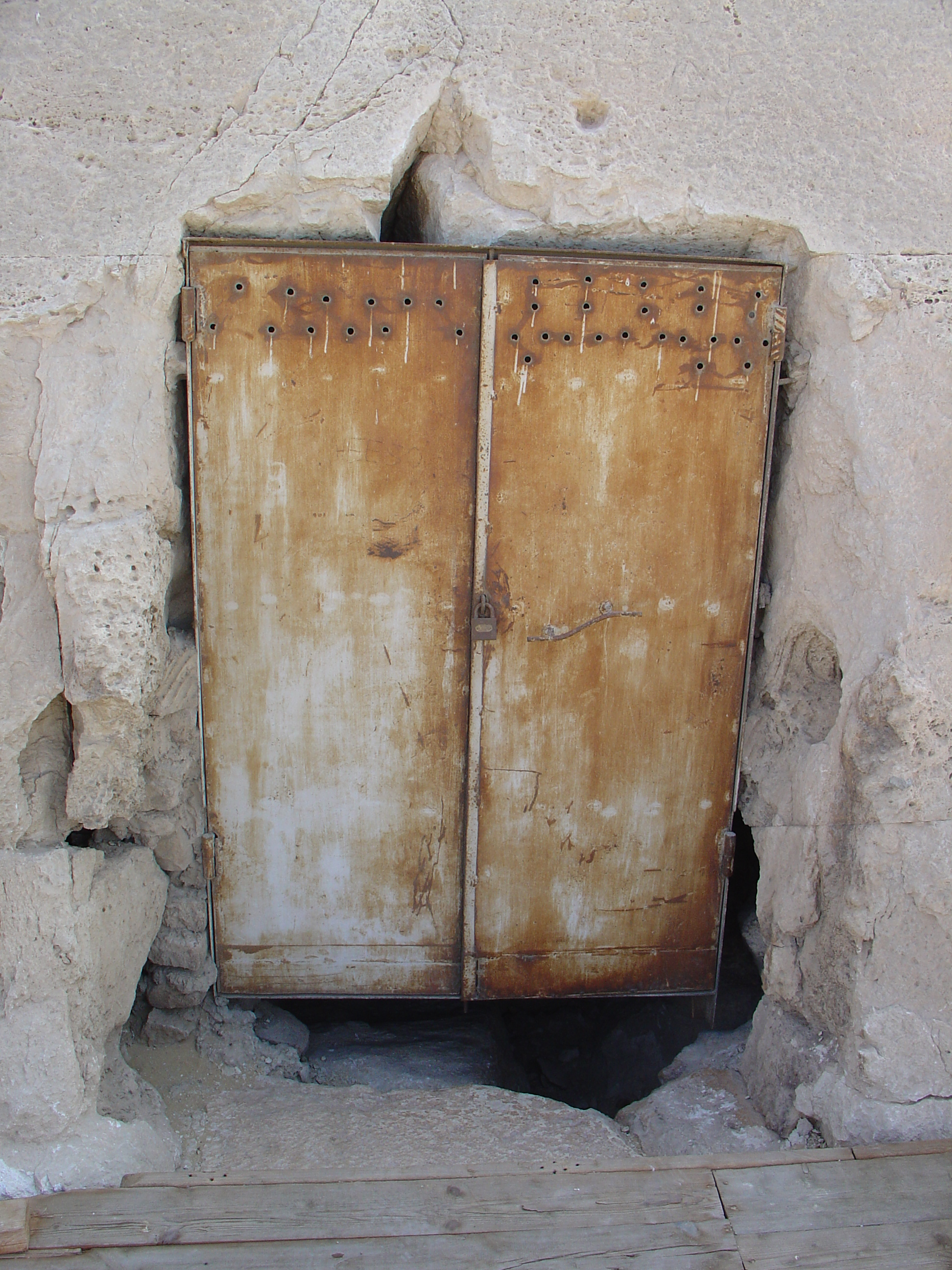
Северный вход в пирамиду
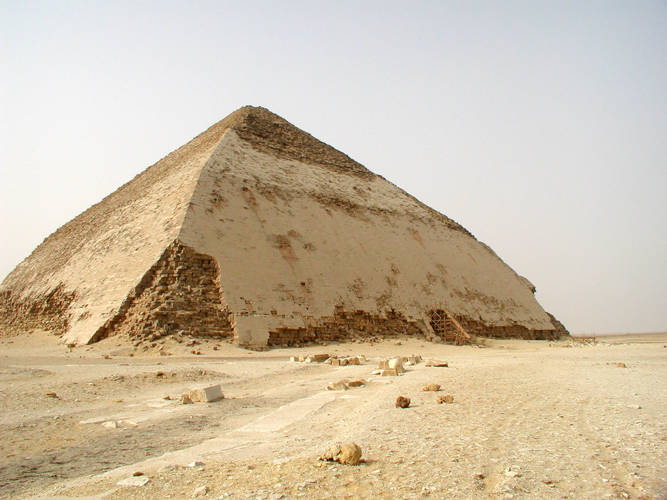
Вид на северную сторону пирамиды
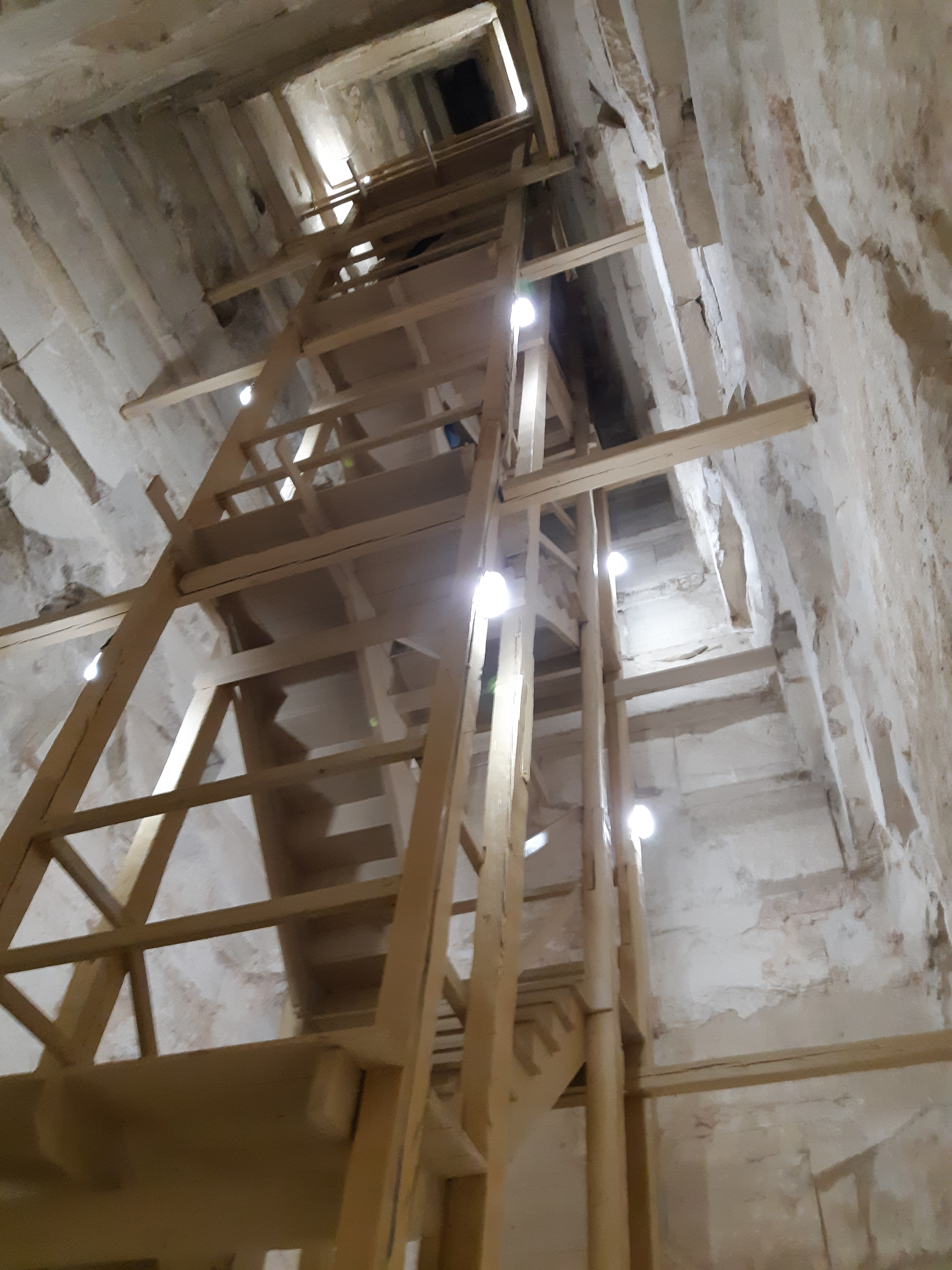
Вертикальный проход во внутренние помещения пирамиды

### Западный вход в пирамиду
Западный вход в пирамиду абсолютно уникален и не имеет никаких аналогов как в смысле направления, так и в смысле сохранности. Он выходит на западную сторону пирамиды с неповреждённой обшивкой. Сохранилась маскировавшая его запорная поворотная плита, которая была снята и передана в Египетский музей в 1950-х годах. Благодаря её сохранности, мы можем теперь точно знать, как были устроены и маскировались входы в пирамиды.

### Особенности пирамиды
Пирамида содержит в себе две фактически не связанные между собой (изначально) системы помещений — Верхнюю и Нижнюю. Ход между ними был пробит после строительства через слои кладки. В настоящее время конструкция этих помещений выглядит очень странно, но это вызвано тем, что в помещениях выломаны (вероятно, древними копателями) и убраны огромные объёмы полов и конструкций, лежавших на полах. Так, например, по сохранившимся следам цемента в виде ступенек в самой нижней камере становится понятно, что здесь шла очень крутая каменная лестница до перехода в камеру выше. В камере выше также был высокий пол или постамент, и нижнее «окно» в вертикальный колодец было недоступно для современников фараона. В верхних помещениях, в так называемой царской камере, ныне виден большой массив распорных балок из ливанского кедра. В оригинале же эта система была глубоко утоплена в кладку и пол камеры. Радиоуглеродный анализ дерева указал примерное время создания пирамиды и царствования Снофру.[уточнить]

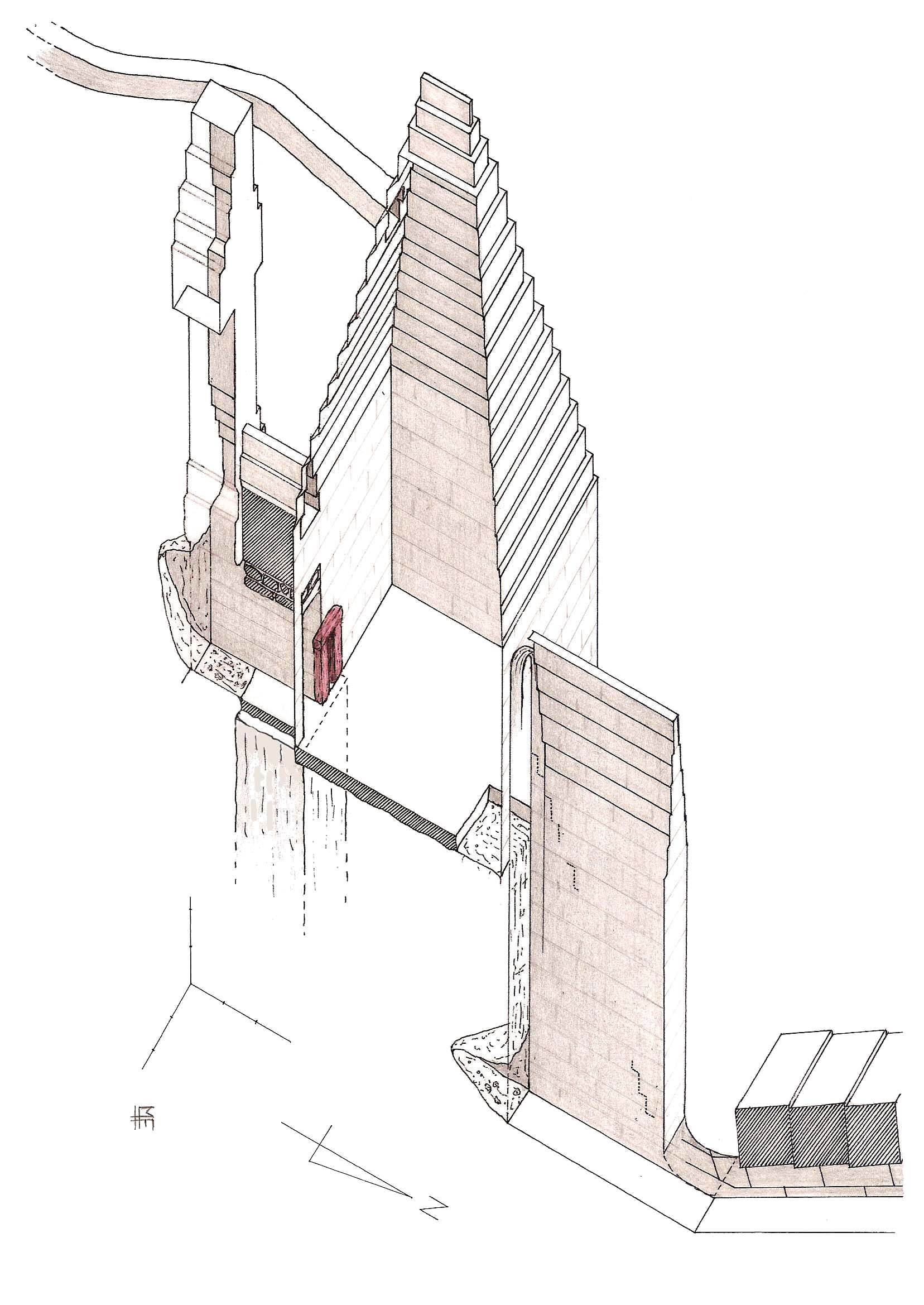
Нижняя система помещений Ломаной пирамиды

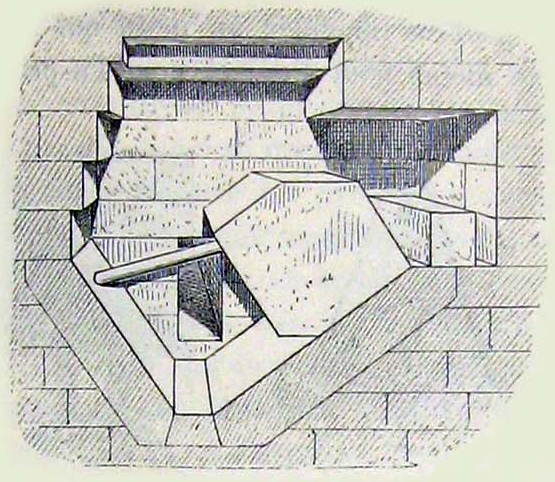
Рисунок, поясняющий устройство запорных портикулис Ломаной пирамиды

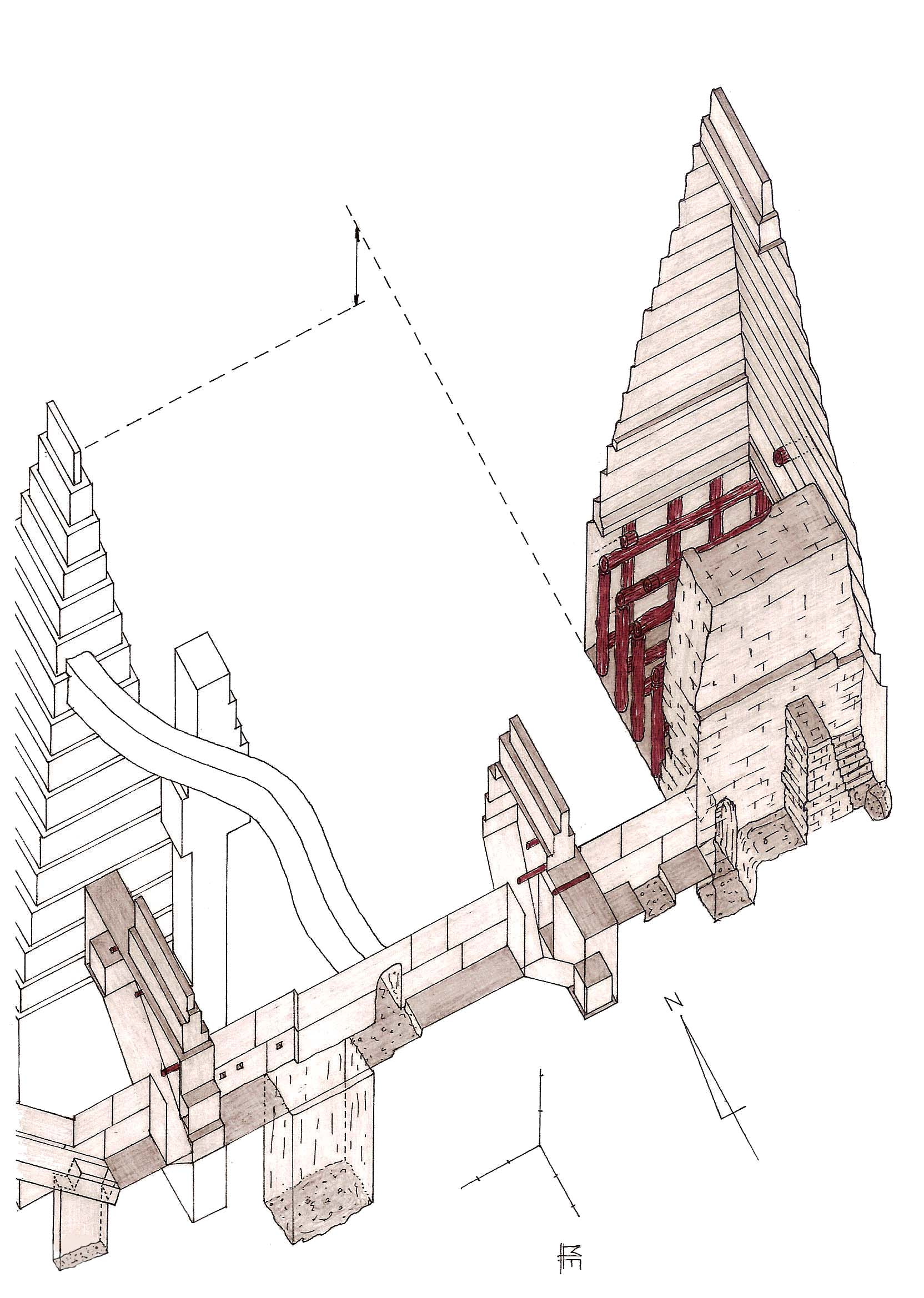
Верхняя система помещений Ломаной пирамиды

## Пирамида-спутник

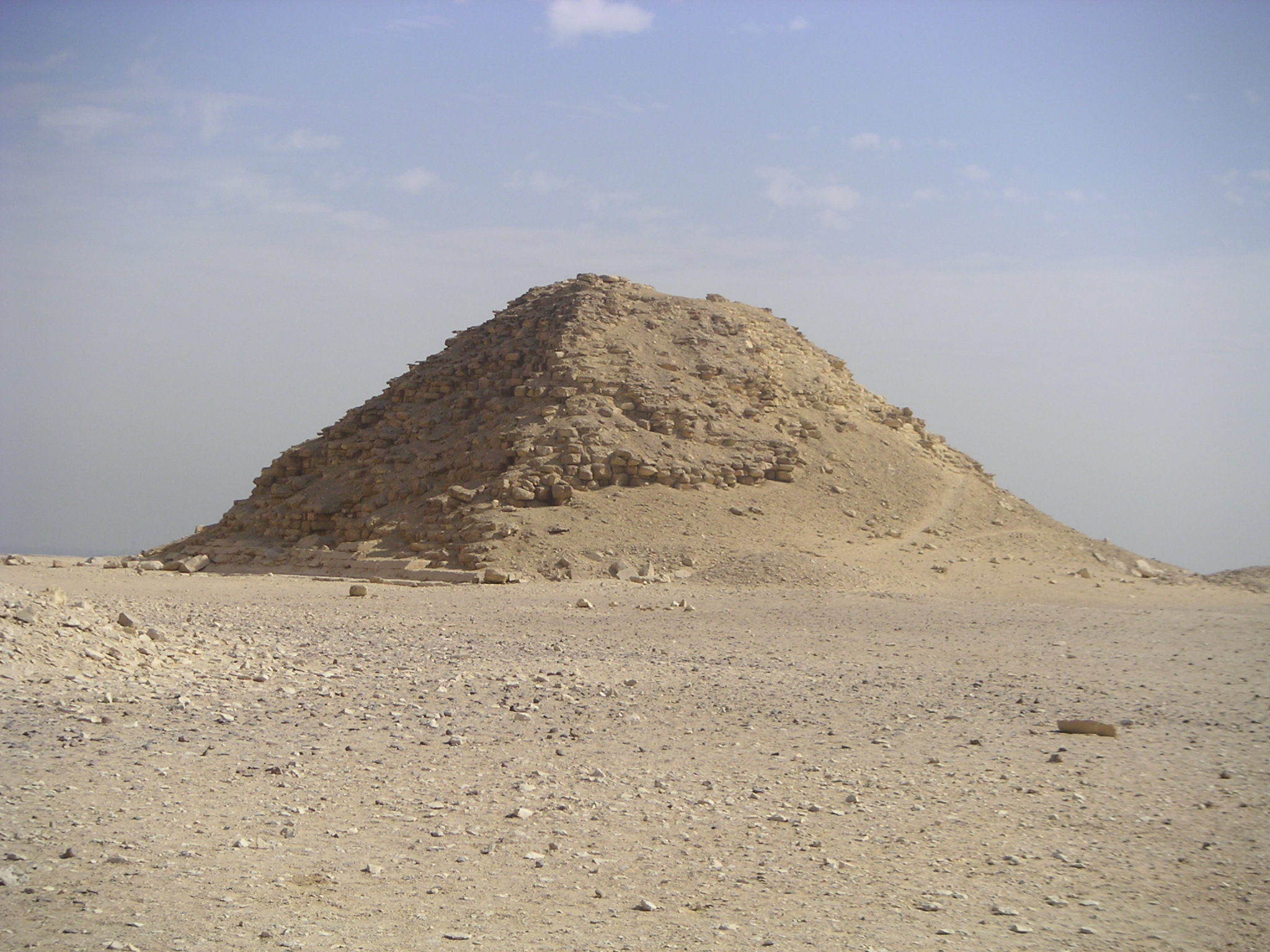
Вид пирамиды-спутника

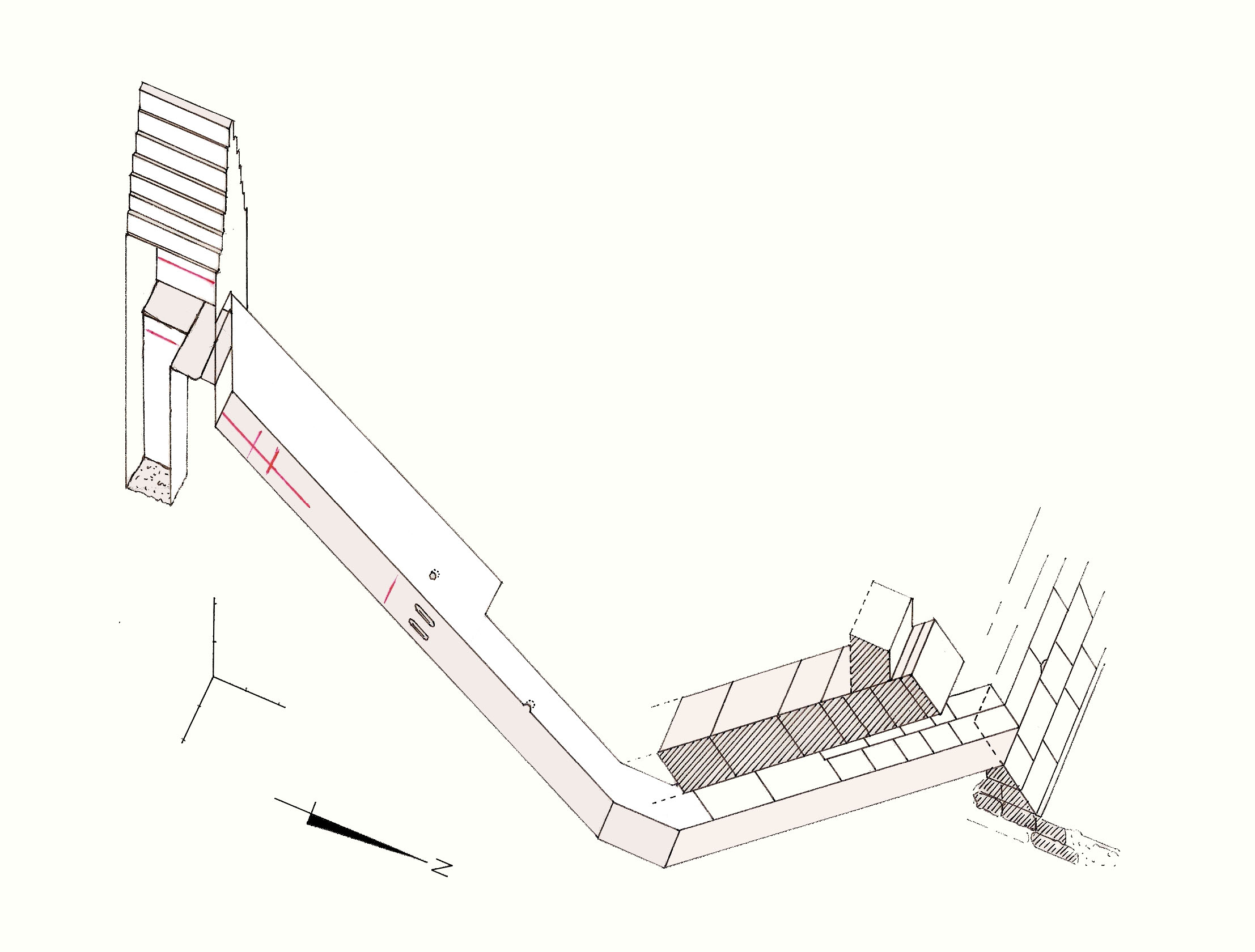
Расположение внутренних помещений малой пирамиды

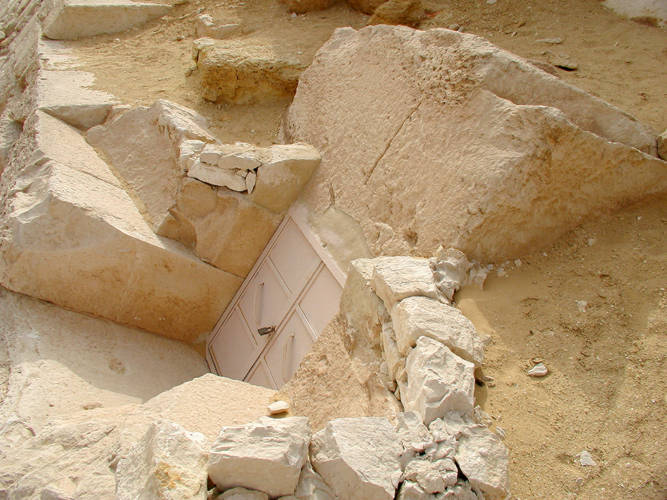
Вход в малую пирамиду

К югу от Ломаной пирамиды на расстоянии 55 метров располагается малая пирамида (или пирамида-спутник). Предполагается, что она была создана для Ка (души) фараона.
Первоначальные размеры пирамиды: высота — 26 м (сейчас 23 м), длина сторон — 52,80 м. Угол наклона её сторон составляет 44°3' (что почти идентично углу наклона Розовой пирамиды). Кладка каменных блоков этой пирамиды довольно примитивна, а сами блоки грубо обработаны. Как было выяснено учёными, известняк для пирамиды доставлялся из Туры (Tourah) — южного пригорода Каира, расположенного на восточном берегу Нила (оттуда брали известняк фараоны Среднего и Позднего царства для строительства своих усыпальниц). В отличие от Ломаной пирамиды, малая пирамида не имеет облицовки и очень быстро разрушается от эрозии.
Вход в пирамиду расположен на северной стороне на высоте 1,10 м над землёй и начинается с нисходящего туннеля. Этот туннель идёт под наклоном 34° и имеет длину 11,60 м. Затем идёт короткий горизонтальный коридор. Далее коридор начинает идти вверх под углом 32°30'.
Над нисходящим проходом (горизонтально) обнаружен туннель и каменные блоки в нём. По замыслу строителей блоки должны были скатываться по наклонной плоскости (32°30') и преграждать путь к восходящему туннелю. Сегодня там ещё видны два блока. В конце этого прохода имеется небольшая пустота.
У этой пирамиды есть одна особенность — на стенах и полу выступают многочисленные красные линии неизвестной природы.
Расположение помещений пирамиды напоминает их расположение в пирамиде Хеопса. Здесь восходящий коридор предшествует галерее, а в конце галереи есть вход в погребальную камеру. Камера длиной всего 1,6 м, в ней не был обнаружен саркофаг и, видимо, пирамида никогда не использовалась как гробница. В юго-восточном углу помещения видна яма глубиной 4 метра, вырытая предположительно искателями сокровищ.
Это единственная пирамида-спутник таких больших размеров и с такой сложной системой расположения внутренних камер.
Херберт Рикке (Ricke) первоначально предположил, что малая пирамида была гробницей царицы Хетепхерес. Однако современные исследователи думают иначе, поскольку не было обнаружены никаких следов того, что когда-либо она использовалась как гробница. Как считает Райнер Штадельманн (Stadelmann), назначение данной пирамиды, скорее, культовое — проведение ритуалов и совершение жертвоприношений. Подтверждает эту гипотезу ещё и то, что недалеко от её восточной стороны был обнаружен алебастровый алтарь с двумя 5-метровыми стелами по бокам.

## Верхний храм
C восточной стороны пирамиды располагаются остатки небольшого храма. Здесь были обнаружены две разрушенные 9-метровые известняковые стелы с именем Снофру. Одну из стел можно увидеть в Каирском музее. Храм никогда не использовался как гробница, но лишь как место проведения культовых обрядов. Археологи выяснили, что храм неоднократно реконструировался — сначала при XII династии, а затем и в Поздний период. Это доказывает, что культ Снофру среди египтян просуществовал несколько тысяч лет.

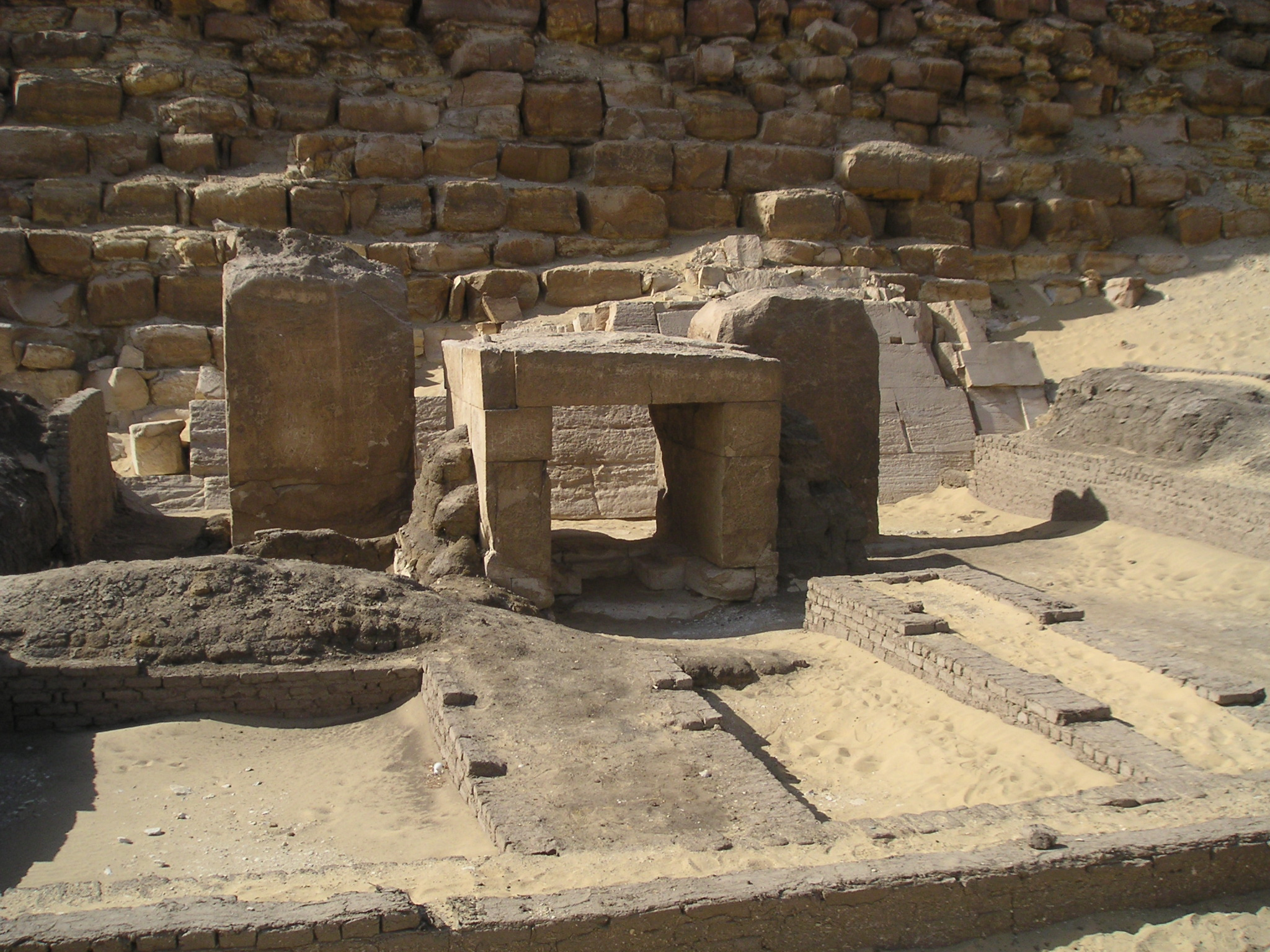
Верхний храм
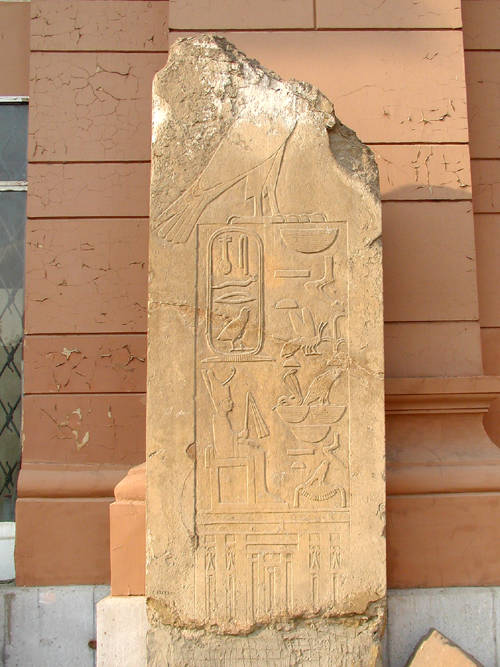
Одна из стел, стоявших у пирамиды-спутницы, сейчас в египетском музее в Каире
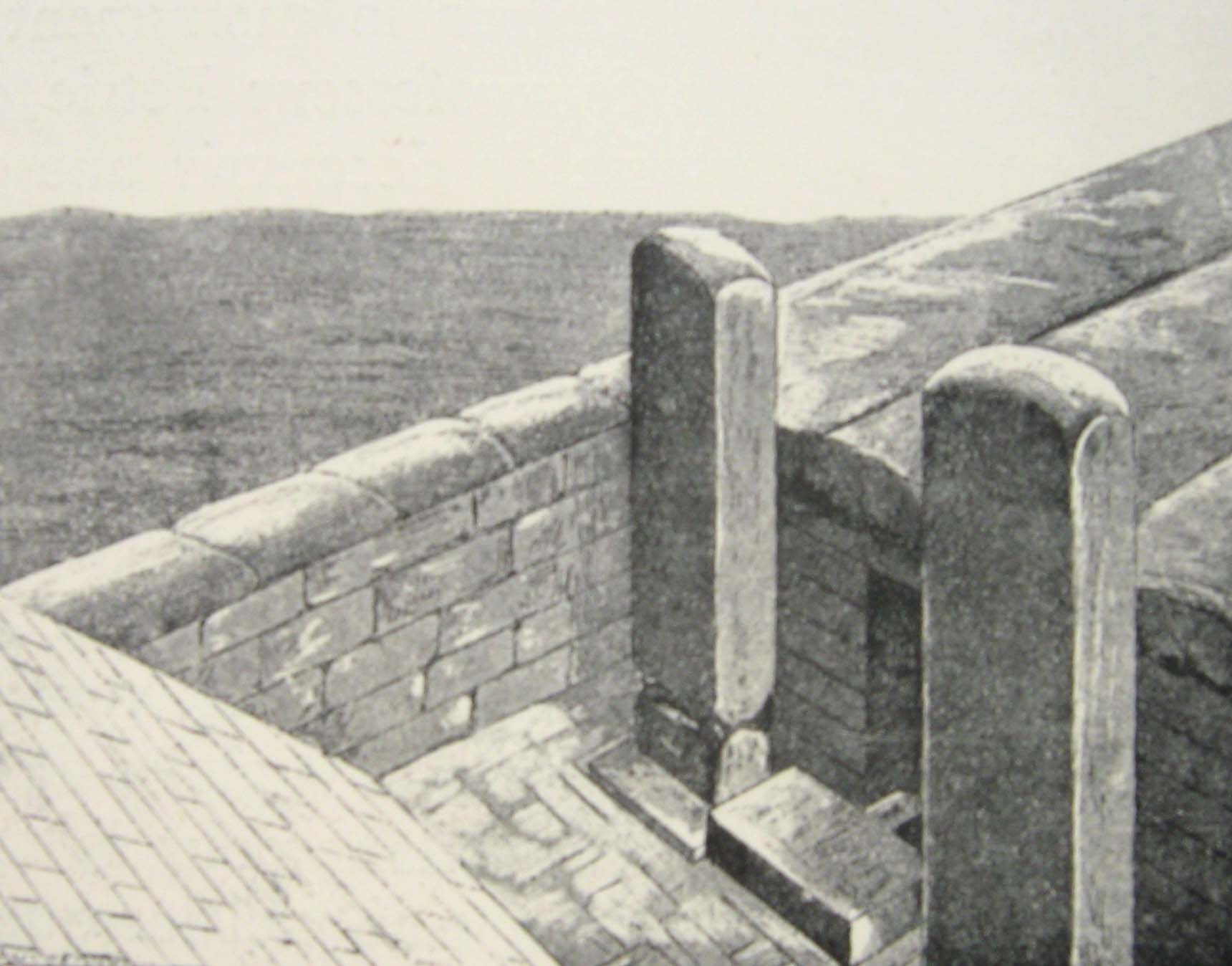
Реконструкция Верхнего храма Гастон Масперо